# Жданович Казимир Казимирович
Жда́нович Казими́р Казими́рович (*16 жовтня 1931 року, селище Ковріги) — відомий вчений в області металургійних технологій, інженер-металург, доктор технічних наук (1980), член-кореспондент Академії технічних наук Росії (1992), заслужений діяч науки і техніки РРФСР (1991), заслужений винахідник Росії (1981).
Народився у селищі Ковріги Нитвенського району Пермського краю. 1955 року закінчив Уральський політехнічний інститут. Після закінчення і до 1971 року працював на заводі «Іжсталь» спочатку начальником електро-мартенівського цеху, потім начальником відділу технічного контролю. З 1971 року працював в науково-дослідному інституті металургійних технологій, у період 1982–1993 років був його директором.
За участі Ждановича вперше в СРСР були впроваджені обробка сталі синтетичними шлаками, електро-шлаковий та плазменно-дуговий переплави, циркуляційне вакуумування металу. Жданович є автором технології виплавки сталі із застосування рідкої лігатури, синтетичних шлаків та продувки аргоном (процес змішування). Результати оригінальних досліджень процесів розкислення сталі, формування та видалення неметалевих включень при позапічному рафінуванні металу узагальнені в його докторській дисертації. В 1970–1980 роках брав участь у створенні теоретичних основ та технології модифкування і легування швидкорізання сталі азотом. Завдяки його роботі були створені нові економічні марки сталі, а сама праця удостоєна премії Ради Міністрів СРСР 1982 року. Під його керівництвом науково-дослідний інститут розвинувся у великий науково-технічний центр, де при співробітництві із вченими вузів, академій та галузевих інститутів, в тому числі і зарубіжних, розроблені технологія та обладнання для сталеварного, горячого та холодного прокатного, ковальського, ливарного та інших виробництв. Жданович є автором 112 винаходів, більш як 80 науково-технічних публікацій та доповідей.
Нагороджений орденами «Знак Пошани» (1976), Трудового Червоного Прапора (1986), 10 медалями ВДНГ.